# Tucker (album de Joe Jackson)
Pour les articles homonymes, voir Tucker.
Albums de Joe Jackson
Live 1980/86
(1988) Blaze of Glory
(1989)
Tucker est un album de Joe Jackson, sorti en novembre 1988.
Il s'agit de la bande originale du film de Francis Ford Coppola, Tucker.
En 1989, l’album a été nommé aux Grammy Awards dans la catégorie « meilleur album de musique instrumentale originale écrite pour le cinéma ou la télévision » (Best Album of Original Instrumental Background Score Written for a Motion Picture or Television).

## Liste des titres
Toutes les chansons sont écrites et composées par Joe Jackson.
| No  | Titre                                        | Durée |
| --- | -------------------------------------------- | ----- |
| 1.  | Captain of Industry (Overture)               | 2:32  |
| 2.  | The Car of Tomorrow – Today!                 | 1:34  |
| 3.  | No Chance Blues                              | 2:30  |
| 4.  | (He's a) Shape in a Drape                    | 2:59  |
| 5.  | Factory                                      | 1:08  |
| 6.  | Vera                                         | 2:30  |
| 7.  | It Pays to Advertise                         | 0:41  |
| 8.  | Tiger Rag                                    | 2:09  |
| 9.  | Showtime in Chicago                          | 2:46  |
| 10. | Lone Bank Loan Blues (featuring Pete Thomas) | 1:11  |
| 11. | Speedway                                     | 2:40  |
| 12. | Marilee                                      | 3:03  |
| 13. | Hangin' in Howard Hughes' Hangar             | 2:37  |
| 14. | Toast of the Town                            | 1:25  |
| 15. | Abe's Blues                                  | 2:42  |
| 16. | The Trial                                    | 6:46  |
| 17. | Freedom Swing/Tucker Jingle                  | 1:38  |
| 18. | Rhythm Delivery                              | 3:24  |

## Personnel
- Joe Jackson : chant, synthétiseur, harmonica, percussions, piano, claviers
- David Bitelli : clarinette, saxophone ténor, chœurs
- Gary Burke : batterie
- Bill Charleson : flûte, saxophone alto
- Tony Coe : clarinette, clarinette basse
- Raul d'Oliveira : trompette
- Arlette Sibon : ondes Martenot
- David Green : basse
- Frank Ricotti : percussions
- Ed Roynesdal : synthétiseur, violon, sampling, synthétiseur Kurzweil, programmation synthétiseur
- Paul Spong : trompette
- Rick Taylor  : trombone
- Pete Thomas : flûte, saxophone alto, chœurs
- Vinnie Zummo : guitare